# Algutzir
Durant l'edat mitjana i moderna els algutzirs o alguatzirs eren els oficials del rei que executaven a la pràctica les decisions preses per l'administració superior de justícia a Catalunya. A diferència dels seus superiors, no tenien una naturalesa judicial sinó més aviat policial, segons entendríem avui en dia.

## Autoritat legal
Els algutzirs fonamentaven la seva autoritat en les "quatre regalies" (o "quatre usatges") bàsiques de què gaudien tots els oficials reials per perseguir els infractors de les lleis i mantenir l'ordre públic.
- Auctoritate et rogatu II: que protegia els oficials reials en general, i de l'administració de justícia en particular, com a detentors d'una "potestat" específica per actuar en nom del príncep.
- Simili modo: que facultava l'autoritat reial per imposar treves entre bàndols enfrontats, fet que prohibia que continuessin les hostilitats perquè les parts passaven a gaudir de la protecció reial. Per extensió, els eclesiàstics (i llurs béns i temples) es consideraren permanentment protegits per aquest usatge.
- Moneta: que perseguia específicament els nombrosos falsificadors que encunyaven monedes falses, o bé en retallaven el perímetre per aprofitar el metall per a fer-ne més, o bé les fonien de nou per afegir-hi metall de baixa llei per encunyar-ne més.
- Camini et stratae: que protegia amb una "Pau i Treva" permanent tots els camins i rutes marítimes, fet que permetia a l'autoritat reial de perseguir els saltejadors per tot el territori, independentment de a quina jurisdicció s'havia comès el robatori.

En resum i per norma general, quan les malifetes d'un delinqüent o d'una banda es coneixien a Barcelona, el procurador fiscal n'informava al virrei, i aquest delegava a un dels jutges de cort que estudiés si s'havia d'aplicar alguna regalia, parer que des del 1599 havia de votar el Reial Consell sencer. En cas afirmatiu, el regent la tresoreria comissionava un algutzir amb un document d'instruccions per anar al lloc dels fets i perseguir-los per tot Catalunya per tal d'entregar-los a la presó reial de Barcelona. També havia de cercar proves i testimonis addicionals que completessin la causa judicial que s'instruiria. No obstant això, era habitual que s'obviés aquest procediment tan incòmode i que els algutzirs rebessin directament una "comissió dels quatre usatges" vàlida per tot un any sencer. Òbviament també podien actuar sempre que sorprenguessin un delinqüent in fragante.

## Història a Catalunya
En un primer moment, en temps medievals, els algutzirs formaven part del nucli més proper al rei per executar les seves ordres fins i tot sobre els membres de la casa reial (juntament amb el canceller).
Durant l'edat moderna com a oficials d'una monarquia absentista estaven a les ordres del lloctinent general (el qual després s'anomenaria virrei). Aquest disposava al seu servei directe de dos algutzirs ordinaris (regii algutzirii), i posteriorment dos algutzirs extraordinaris més, que executaven les ordres de caràcter judicial i policial que els donava. A més a més el portantveus de general governador de Catalunya i el portantveus de general governador dels Comtats del Rosselló en disposaven també un cadascun a llur cort itinerant.
El caràcter operatiu d'aquests oficials es veu per exemple quan calia traslladar un pres fins a Barcelona: s'encomanava a un d'ells perquè l'anés a buscar i el prengués "en les seves mans" de la presó on el tenien (fins i tot si els oficials o jutges locals s'oposaven al fet que se l'endugués l'algutzir actuava llavors per la força). En altres casos fins i tot se'ls encomanava anar al lloc on s'informava que s'havia comès un delicte per perseguir els delinqüents i dur-los a la presó de Barcelona. En cas que la cort local del batlle, sotsveguer o veguer local hagués iniciat ja un procés judicial contra el delinqüent també era tasca de l'algutzir portar els papers a la capital. Un altre exemple de la seva naturalesa executiva fou quan a finals del segle xvii es va ordenar als algutzirs reials que patrullessin els carrers de Barcelona juntament amb els oficials reials territorials (el veguer, el sotsveguer, el batlle i llurs homes subordinats).